# Avgustinos Kapodístrias
Avgustinos Ioannis Maria Kapodístrias (grec: Κόμης Αυγουστίνος Ιωάννης Μαρία Καποδίστριας) (Corfú, 1778 - Sant Petersburg, 1857) fou un militar i polític grec. Kapodístrias va ser el germà petit de Ioannis Kapodístrias, primer governador de Grècia. Després de l'assassinat d'aquest últim el 9 d'octubre de 1831, va succeir al seu germà com a Cap del Consell de Govern i en el càrrec de Governador. El seu mandat de sis mesos es va caracteritzar per la inestabilitat política i la caiguda del país en el caos.